# Ellen Weston
Ellen Weston est une actrice, scénariste et productrice américaine née le 19 avril 1939 à New York, New York (États-Unis).

## Filmographie

### comme actrice
- 1963 - 1964 : Haine et Passion ("The Guiding Light") (série TV) : Robin Lang Bauer Bowden Fletcher #5 (1963-1964)
- 1964 : Another World (série TV) : Karen Gregory (1965-1966)
- 1971 : Mannix (série TV, Saison 4-Episode 18) : Mrs Coverly
- 1973 : Dangerous Relations
- 1973 : Letters from Three Lovers (en) (TV) : Donna
- 1973 : Miracle sur la 34e rue (Miracle on 34th Street) (TV) : Celeste
- 1974 : The Questor Tapes (en) (TV) : Allison Sample
- 1974 : Smile, Jenny, You're Dead (TV) : Julia
- 1974 : The Healers (TV) : Barbara, Secretary to Dr. Kier
- 1975 : Terreur sur le Queen Mary (Adventures of the Queen) (TV) : Ann Trevor
- 1975 : Section 4 (S.W.A.T.) : Betty Harrelson
- 1976 : Mobile Medics (TV) : Doctor
- 1977 : L'âge de cristal (La crypte, épisode 7) (TV) : Docteur Rachel Greenhill
- 1977 : Le Voyage extraordinaire (An act of love) (TV) : Maera
- 1978 : Wonder Woman (L'ange bleu, épisode 5) (TV) : Angélique
- 1980 : Revenge of the Stepford Wives de Robert Fuest (TV) : Kitten

### comme scénariste
- 1999 : L'Histoire de Sonny et Cher (And the Beat Goes On: The Sonny and Cher Story) (TV)
- 1989 : Fear Stalk (TV)
- 1991 : Mensonges d'amour (Lies Before Kisses) (TV)
- 1994 : La Victime (Sin & Redemption) (TV)
- 1994 : Une ombre dans la nuit (Shadow of Obsession) (TV)
- 1994 : Au nom de la vérité (The Disappearance of Vonnie) (TV)
- 1998 : Outrage (TV)

### comme productrice
- 1991 : Mensonges d'amour (Lies Before Kisses) (TV)
- 1995 : La Mémoire volée (See Jane Run) (TV)
- 1997 : Trahison intime (Sleeping with the Devil) (TV)